# Código INSEE
Los códigos INSEE son códigos alfanuméricos o numéricos que se utilizan en la designación de personas, empresas y autoridades locales, y en el registro y procesamiento de los datos que les conciernen. Son otorgados por el INSEE (Institut national de la statistique et des études économiques), el instituto de estadística francés.

## Código Geográfico Oficial
El Código Geográfico Oficial (COG - Code Officiel Géographique) es la referencia numérica asignada por el INSEE a las subdivisiones administrativas territoriales.
A los municipios franceses se les asigna un código de cinco cifras: las dos primeras indican el departamento, los tres últimos corresponden a la posición del municipio en la lista alfabética de municipios de ese departamento.
Por ejemplo: a la ciudad de Calais se le asigna el código INSEE 62193. Los dos primeros dígitos (62) indican el departamento de Pas de Calais. Los tres últimos indican la posición de Calais (193°) en la lista de municipios del departamento, en orden alfabético.
Para Francia de ultramar, el código asignado consta de tres dígitos para el territorio de ultramar y dos para la localidad. Por ejemplo, el código de Papeete es 98735: 35º lugar en la Polinesia Francesa (987).
Para países extranjeros, el código siempre comienza con la secuencia numérica 99, seguida de un número que indica el continente (1:Europa; 2:Asia; 3:África, 4:América, 5:Oceanía ). El código para España es 99134.
Estos códigos representan una simplificación con respecto al código cantonal completo y al código municipal completo .
El código cantonal completo proporciona:
- para Francia metropolitana: 2 dígitos del departamento y 2 dígitos del cantón, separados por un espacio.
- para Francia de ultramar: 3 dígitos del departamento y 2 dígitos del cantón, separados por un espacio.

El código municipal completo proporciona (separados por un espacio):
- 2 caracteres para indicar el departamento continental, 3 caracteres si es de ultramar;
- 1 carácter para indicar el departamento;
- 2 caracteres para indicar el cantón;
- 3 caracteres para indicar el municipio continental, 2 caracteres si es de ultramar.

## Identificación de personas
El Número de Inscripción en el Registro de Personas (Numéro d'inscription au répertoire des personnes physiques, abreviado NIRPP o simplemente NIR) es el código de identificación personal. También conocido como "número de seguridad social".
El código consta de quince dígitos, con el siguiente significado:
| Posición    | Sentido                                                                           |
| 1°          | género: 1 para hombres, 2 para mujeres                                            |
| 2 y 3       | los dos últimos dígitos del año de nacimiento (lo que da el año a casi un siglo ) |
| 4 y 5       | mes de nacimiento (del 01 al 12)                                                  |
| 6 y 7       | departamento de nacimiento (2A o 2B para Córcega)                                 |
| 8, 9 y 10   | número de serie del municipio dentro del departamento                             |
| 11, 12 y 13 | número de serie del certificado de nacimiento                                     |
| 14 y 15     | clave de control                                                                  |

### Historia del NIR
El NIR fue creado por René Carmille entre abril y agosto de 1941. Su uso por parte del gobierno de Vichy tenía como objetivo la prosecución de sus políticas raciales. El primer dígito, ahora utilizado para identificar el sexo (1 o 2, correspondiente al sexo masculino y femenino), también podría ser 3 o 4 (hombres y mujeres de origen argelino), 5 o 6 (judíos), 7 u 8 (extranjeros), 9 o 0 (otros estados distintos a los anteriores o no mejor definidos).
Esta clasificación fue abolida en 1944.
En 1946 se confió la gestión del NIR al INSEE. Esta institución también es responsable de mantener el Registro Nacional de Identificación de Personas (RNIPP - (R épertoire National d'Identification des Personnes Physiques ), que combina el NIR con los datos personales del titular.

### Condiciones de uso del NIR
El 21 de marzo de 1974, el periódico Le Monde publicó un artículo (Une division de l'formatique est créée à la chancellerie:"Safari" ou la chasse aux Français, de Philippe Boucher) que revelaba la existencia del proyecto SAFARI - Système Automatisé pour les Fichiers Administratifs et le Répertoire des Individus (Sistema automatizado de archivos administrativos y registro individual). El proyecto incluyó el uso de los códigos INSEE y NIR. La información provino de informáticos del Ministerio del Interior (Francia),preocupados por la salvaguardia de las libertades individuales. La reacción de la opinión pública llevó al gobierno del primer ministro Pierre Messmer a aprobar, el 6 de enero de 1978 , la Loi "Informatique et Libertés" (Ley "Informática y Libertades") y la constitución de la CNIL, Comisión Nacional de Informática y Libertades. Desde entonces, el uso de NIR en el procesamiento automatizado de información ha sido limitado y estrictamente regulado.

## Identificación comercial

### El número SIREN
El número SIREN se asigna a las empresas francesas en el momento de su registro. El número es nacional, inmutable y dura toda la vida de la empresa. Corresponde al NIR de las personas físicas. Consta de nueve dígitos: los ocho primeros se asignan de forma secuencial, excepto para los organismos públicos, que comienzan con "1" y "2", y el noveno es una tecla de control.
Por ejemplo: 451784745

### El número SIRET
El número SIRET corresponde a la identificación del establecimiento de una empresa. De hecho, una empresa puede tener uno o más establecimientos (ubicaciones geográficas). El número SIREN asociado a un NIC, Numéro Interne de Classement ("Número de clasificación interna"), que consta de cinco dígitos (los cuatro primeros secuenciales y el quinto es una clave de control), forma el número SIRET. Por ejemplo: 451 784 745 00054 corresponde al quinto establecimiento de la empresa en el párrafo anterior.

### El número de TVA intracomunitarios
El número de TVA ( Tax sur la valeur ajoutée) intracomunitario fue creado el 1 de enero de 1993 para garantizar el comercio intracomunitario.
Para Francia, se compone de las letras "FR" con la adición de una clave de dos dígitos asignada por el centro fiscal del área de negocio de la empresa y el número SIREN.
Por ejemplo: FR74451784745.
La validez de este identificador se puede comprobar en el sitio web de la Comisión Europea en el enlace externo relativo a continuación.

## Identificación de actividades profesionales

### El código APE
Activité Principale Exercée (indica el código que identifica la actividad principal de una empresa).

### El código NAF
Nomenclature d'activités française, (en la nomenclatura italiana de actividades francesas), indica la actividad principal de la persona registrada.